# Tetlama
Tetlama är en ort i Mexiko.   Den ligger i kommunen Tamazunchale och delstaten San Luis Potosí, i den sydöstra delen av landet, 200 km norr om huvudstaden Mexico City. Tetlama ligger 507 meter över havet och antalet invånare är 388.
Terrängen runt Tetlama är huvudsakligen kuperad, men västerut är den bergig. Terrängen runt Tetlama sluttar österut. Runt Tetlama är det ganska tätbefolkat, med 56 invånare per kvadratkilometer. Närmaste större samhälle är Tamazunchale, 3,5 km nordost om Tetlama. I omgivningarna runt Tetlama växer huvudsakligen savannskog.